# Мюра (Канталь)
Мюра́ (фр. Murat) — муніципалітет у Франції, у регіоні Овернь-Рона-Альпи, департамент Канталь. Населення — 1792 особи (01.01.2021).
Муніципалітет розташований на відстані близько 420 км на південь від Парижа, 80 км на південь від Клермон-Феррана, 40 км на північний схід від Оріяка.

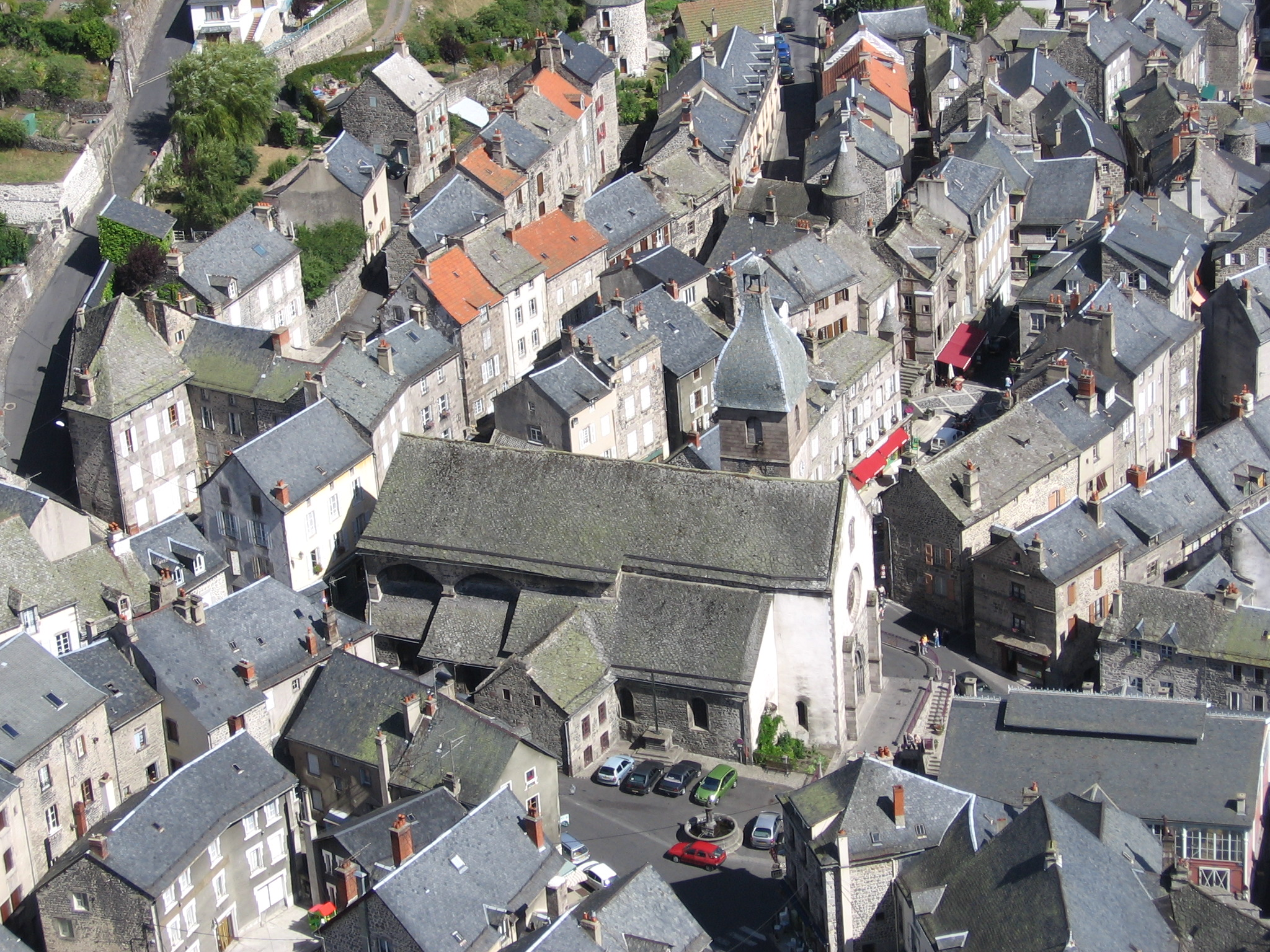

## Історія
До 2015 року муніципалітет перебував у складі регіону Овернь. Від 1 січня 2016 року належить до нового об'єднаного регіону Овернь-Рона-Альпи.
1 січня 2017 року до Мюра приєднали колишній муніципалітет Шастель-сюр-Мюра.

## Демографія
Динаміка населення (INSEE ):
Розподіл населення за віком та статтю (2006):
| Стать | Всього | До 15 років | 15-24 | 25-44 | 45-64 | 65-85 | Понад 85 |
| --- | ------ | ----------- | ----- | ----- | ----- | ----- | -------- |
| Чоловіки | 969    | 122         | 143   | 232   | 332   | 112   | 28       |
| Жінки | 1098   | 134         | 89    | 247   | 327   | 237   | 64       |
| \| Статево-вікова піраміда \| Статево-вікова піраміда \| Статево-вікова піраміда \| \| ----------------------- \| ----------------------- \| ----------------------- \| \| Чоловіки \| Вік \| Жінки \| \| 28 \| 85 + \| 64 \| \| 32 \| 80-84 \| 84 \| \| 36 \| 75-79 \| 52 \| \| 32 \| 70-74 \| 57 \| \| 12 \| 65-69 \| 44 \| \| 69 \| 60-64 \| 52 \| \| 97 \| 55-59 \| 117 \| \| 97 \| 50-54 \| 109 \| \| 69 \| 45-49 \| 49 \| \| 65 \| 40-44 \| 81 \| \| 65 \| 35-39 \| 65 \| \| 49 \| 30-34 \| 69 \| \| 53 \| 25-29 \| 32 \| \| 65 \| 20-24 \| 40 \| \| 78 \| 15-20 \| 49 \| \| 49 \| 10-14 \| 49 \| \| 49 \| 5-9 \| 53 \| \| 24 \| 0-4 \| 32 \| |        |             |       |       |       |       |          |
| Статево-вікова піраміда |        |             |       |       |       |       |          |
| Чоловіки | Вік    | Жінки       |       |       |       |       |          |
| 28 | 85 +   | 64          |       |       |       |       |          |
| 32 | 80-84  | 84          |       |       |       |       |          |
| 36 | 75-79  | 52          |       |       |       |       |          |
| 32 | 70-74  | 57          |       |       |       |       |          |
| 12 | 65-69  | 44          |       |       |       |       |          |
| 69 | 60-64  | 52          |       |       |       |       |          |
| 97 | 55-59  | 117         |       |       |       |       |          |
| 97 | 50-54  | 109         |       |       |       |       |          |
| 69 | 45-49  | 49          |       |       |       |       |          |
| 65 | 40-44  | 81          |       |       |       |       |          |
| 65 | 35-39  | 65          |       |       |       |       |          |
| 49 | 30-34  | 69          |       |       |       |       |          |
| 53 | 25-29  | 32          |       |       |       |       |          |
| 65 | 20-24  | 40          |       |       |       |       |          |
| 78 | 15-20  | 49          |       |       |       |       |          |
| 49 | 10-14  | 49          |       |       |       |       |          |
| 49 | 5-9    | 53          |       |       |       |       |          |
| 24 | 0-4    | 32          |       |       |       |       |          |

## Економіка
2010 року серед 1219 осіб працездатного віку (15—64 років) 859 були активними, 360 — неактивними (показник активності 70,5%, у 1999 році було 73,7%). З 859 активних мешканців працювали 793 особи (398 чоловіків та 395 жінок), безробітними було 66 (30 чоловіків та 36 жінок). Серед 360 неактивних 98 осіб було учнями чи студентами, 162 — пенсіонерами, 100 були неактивними з інших причин.

У 2010 році в муніципалітеті числилось 934 оподатковані домогосподарства, у яких проживали 1783,0 особи, медіана доходів виносила 17 013 євро на одного особоспоживача